# Reial i Militar Orde de Sant Ferran

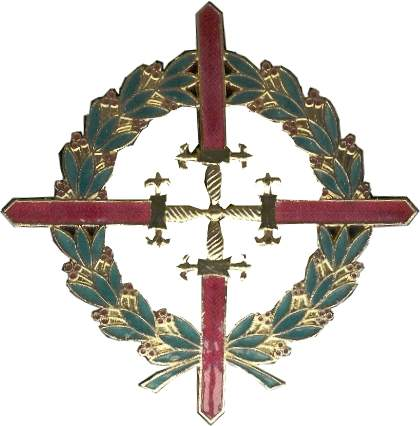
Creu Llorejada de Sant Ferran.

El Reial i Militar Orde de Sant Ferran, coneguda popularment com la Llorejada de Sant Ferran, és la màxima condecoració militar espanyola al valor.
Té per objecte honorar el valor heroic reconegut i el molt distingit, com a virtuts que, amb abnegació, indueixen a portar a terme accions excepcionals o extraordinàries, individuals o col·lectives, sempre en servei i benefici d'Espanya.
Poden rebre-la els membres de les Forces Armades, de la Guàrdia Civil (quan portin a terme activitats de caràcter militar) i aquells civils que portin a terme servei dins de forces militars organitzades. El seu nom es refereix al rei Ferran III de Castella.
El sobirà de l'orde és el Rei d'Espanya, que presideix el capítol que cada dos anys se celebra al Reial Monestir de l'Escorial. El seu representat a l'orde és el Gran Mestre, qui la governa auxiliat per la Mestrança.

## Requisits per a la seva concessió

Insígnia de la Real i Militar Orde de Sant Ferran.

- Que l'acció, fet o servei portat a terme suposi una superació excepcional del deure, en implicar sacrificis i riscos significatius, fins i tot la pèrdua de la pròpia vida.
- Que l'acció, fet o servei no sigui originat, com a únic impuls, pel propòsit de salvar la vida o per l'ambició impròpia i desmesurada que pugui conduir a l'interessat o a les forces sota el seu comandament a un risc inútil o excessiu.
- Que s'hagin pres les mesures necessàries per a obtenir el major rendiment de l'acció amb el nombre mínim de baixes, fins i tot en el cas que complint ordres o per circumstàncies tàctiques s'arribi deliberadament al sacrifici propi o al de les seves forces, si s'estigués al comandament, i amb els menors danys materials
- Que el fet tingui lloc en moments crítics i difícils, circumstàncies que vindran determinades per les incidències de la batalla o combat, o perquè l'acció es dugui a efecte trobant-se l'interessat i les seves tropes o efectius en manifesta inferioritat enfront dels de l'enemic. Aquesta inferioritat cal valorar-la en funció de forces o armament, posició al terreny i defenses, abastiments, estat físic, ferides patides, moral relaxada en les tropes pròpies o els recents reversos que hagin ocasionat quantioses pèrdues.
- Que el fet heroic produeixi canvis extraordinaris favorables i guanys tàctics senyalats per a les pròpies forces.
- En l'estimació que es faci del fet serà mèrit destacable que l'autor del mateix s'hagi presentat voluntari per a la seva execució, previstes les extraordinàries dificultats i greus riscos que comporti la seva execució.
- També serà creditor d'aquesta recompensa, sense reunir les condicions anteriors, qui hagi realitzat un servei heroic tan destacat que el seu exemple constitueixi un poderós incentiu i repercuteixi en augmentar i consolidar la moral als exèrcits.

## Història
Va ser instituïda per les Corts de Cadis mitjançant el Decret LXXXVIII de 31 d'agost de 1811 amb el propòsit que "només el mèrit distingit sigui convenientment premiat i que mai pugui ocupar el favor el lloc de la justícia". Al mateix decret es preveia que la corona de llorer de la insígnia només figurés a partir de la segona acció heroica. Els primers fets d'armes distingits van ser protagonitzats pel brigadier Martín García-Loygorri e Ichaso, la decisiva intervenció del qual mentre que estava al comandament de l'artilleria durant la batalla d'Alcanyís (1809), durant la Guerra de la Independència Espanyola, va fer que les tropes espanyoles aconseguissin una sonada victòria enfront de les franceses. El 9 de novembre del 2007 va traspassar el tinent general Adolfo Esteban Ascensión, darrer llorejat viu de l'Exèrcit espanyol. Per a evitar la desaparició de l'orde, el seu reglament va disposar que s'incorporessin aquells que havien rebut la Medalla Militar individual.

## Categories
- Gran Creu Llorejada: Concedida a oficials generals dels exèrcits
- Creu Llorejada: Per a la resta del personal, tant civil com militar.
- Llorejada col·lectiva: Atorgada a unitats i organismes de les Forces Armades o de la Guàrdia Civil.

## La insígnia

### La Gran Creu

Cinta de la Llorejada

La Gran Creu està formada per quatre espases en or que formen els seus braços, unides pels poms dels mànecs. L'amplada de la creu és de 64mm. Al voltant de la creu hi ha una corona de llorer en esmalt verd amb fruits vermells, unides pels troncs i lligades per un llaç també en esmalt vermell, de 52mm de diàmetre, fent 7mm d'ample cada branca. Es llueix sempre sobre l'uniforme en la seva mida habitual; i en cas de tenir-se més d'una, es lluirien totes.
La banda és de 100mm d'ample, en seda vermella, unint-se a la punta per un llaç, del que penja la insígnia. Aquesta penja sobre l'espatlla esquerra; i es llueix només en ocasions de gala i amb els uniformes de gala, etiqueta i gran etiqueta.

### La Creu
La Gran Creu està formada per quatre espases en esmalt vermell, envoltades d'or que formen els seus braços, unides pels poms dels mànecs. L'amplada de la creu és de 64mm. Al voltant de la creu hi ha una corona de llorer en esmalt verd amb fruits vermells, unides pels troncs i lligades per un llaç també en esmalt vermell, de 52mm de diàmetre, fent 7mm d'ample cada branca. Es llueix sempre sobre l'uniforme en la seva mida habitual; i en cas de tenir-se més d'una, es lluirien totes.

### La Llorejada Col·lectiva
Corbata de la Llorejada
De seda i dels mateixos colors que la banda, de 80mm d'ample, amb una llaçada de dues caigudes de 500mm de longitud i acabades en fils d'or de 40mm de longitud. Sobre la primera d'aquestes caigudes anirà brodada la Creu corresponent i, a sota, en negre, la unitat, l'acció i la data. La Corbata anirà subjecte a la punta de llança de la bandera o estendard, quedant penjant sobre ella i a l'alçada del seu centre.
Es lluiran tantes corbates com condecoracions s'hagin rebut.
El Guió
Fet de seda i en forma quadrada, de 560mm de llarg i dels mateixos colors que la banda. Al seu centre anirà brodada la Creu Llorejada, amb un ample de 200mm entre les puntes de les espases, i a sota, en negre, la denominació de la unitat, l'acció i la data.
En cas de rebre noves condecoracions, hi hauran tants guions com condecoracions rebudes.
La Placa
Feta en plata, de forma rectangular i de mides proporcionals a on hagi de situar-se, a la part esquerra portarà superposada la Creu Llorejada, amb els seus esmalts i colors corresponents, sota la qual figurarà el nom de la unitat, així com l'acció i la data; gravat en lletres d'or i en majúscules. A la dreta figurarà, també en or, la inscripció "AL VALOR HEROIC"
La Insígnia individual
Els membres de les unitats guardonades amb la Llorejada llueixen una corona de llorer, brodada en seda, sobre la bocamàniga de l'uniforme, al centre de la qual figurarà, lletres vermelles, l'acció que motivà la concessió de la Llorejada Col·lectiva i la data en què es va produir. El seu diàmetre serà de 32mm, sent l'ample de cadascuna de les branques de llorer de 4mm.
En cas d'una segona condecoració s'indicarà mitjançant una barra d'or de 4mm d'ample i 40mm de longitud, brodada sota la corona de llorer, i en la que es farà constar l'acció que motivà la concessió i la data, brodat en lletres vermelles.